# Lisabetta da Messina
Elisabetta da Messina o anche Lisabetta è la protagonista di una novella del Decameron di Giovanni Boccaccio, narrata da Filomena nella Giornata IV, novella 5.

## Novella
La rubrica della novella, nell'edizione critica del Decameron curata da Vittore Branca, è la seguente: «I fratelli di Lisabetta uccidono l’amante di lei: egli le appare in sogno e mostrandole dove sia sotterrato; ella occultamente disotterra la testa e metterla in un testo di basilico, e quivi su piangendo ogni dì per una grande ora, i fratelli gliele tolgono, e ella se ne muore di dolor poco appresso».
Lisabetta vive a Messina coi tre fratelli mercanti, arricchitisi dopo la morte del padre e per i loro affari. La giovane s'innamora di un ragazzo pisano, Lorenzo, che si occupava degli affari economici dei fratelli di Lisabetta.
I fratelli, però, venuti a sapere dell'amore di Lisabetta per Lorenzo, decidono di portarlo con loro fuori città in occasione di un affare, e, prendendolo in un momento di distrazione, lo uccidono. Al ritorno dei fratelli, Lorenzo non è più con loro, e questi spargono la voce di averlo mandato in qualche luogo per fare loro un servizio; al che Lisabetta crede, perché non è la prima volta che viene mandato lontano per commissioni.
Trascorrono però diversi giorni e la ragazza comincia a disperarsi; in sogno le appare Lorenzo che le rivela il crimine e il luogo dov'è stato sepolto. Lisabetta si reca con la serva nel luogo indicato e, giuntavi, trova il corpo dell'amato. Non potendogli dare degna sepoltura, prende un coltello e gli taglia la testa, che porta a casa per avere qualcosa che le ricordi il giovane e il loro breve amore.
A casa, mette la testa del ragazzo in un vaso nel quale coltiva poi una pianta di basilico salernetano. Ogni giorno la giovane piange sulla pianta e la annaffia con le sue lacrime. I fratelli, accortisi dello strano comportamento della sorella, le rubano il vaso e, trovandoci dentro la testa di Lorenzo, se ne disfano e fuggono a Napoli. Trasferiscono qui i loro affari, per paura che i messinesi vengano a conoscenza della storia della sorella. Lisabetta si ammala e muore invocando il suo vaso, dove era seppellito il suo amore.

## Commento e analisi
Lisabetta da Messina è la quinta novella della IV giornata. Filostrato stabilisce che si raccontino storie di amori infelici e Filomena narra della ragazza morta per le troppe lacrime. Si tratta della "più macabra delle dieci storie raccontate in questa giornata".
Nella novella si trovano due mentalità diverse, che costituiscono lo scontro principale del racconto: i fratelli che badano a Lisabetta attraverso un accordo e l'amore irrefrenabile tra Lisabetta e Lorenzo. Il “messaggio” di Boccaccio è la necessità di un'apertura laica della morale familiare e sociale, che attenui la forza repressiva dei codici dominanti sulle forze spontanee e irrefrenabili della natura. In altre parole, ci vuole una morale più libera per quanto riguarda sia i rapporti tra i sessi che tra i ceti sociali.

## Curiosità
La storia potrebbe essere fonte d'ispirazione per uno dei pezzi classici della ceramica artistica siciliana, le cosiddette "Teste di Moro", ovvero vasellame a forma di teste antropomorfe (maschili e femminili) molto vendute in tutta la Sicilia.